# شهدخوار هانتر
شهدخوار هانتر (نام علمی: Chalcomitra hunteri) نام یک گونه از تیره شهدخواران است.